# Train de la Confédération
Ne doit pas être confondu avec Ligne de la Confédération.

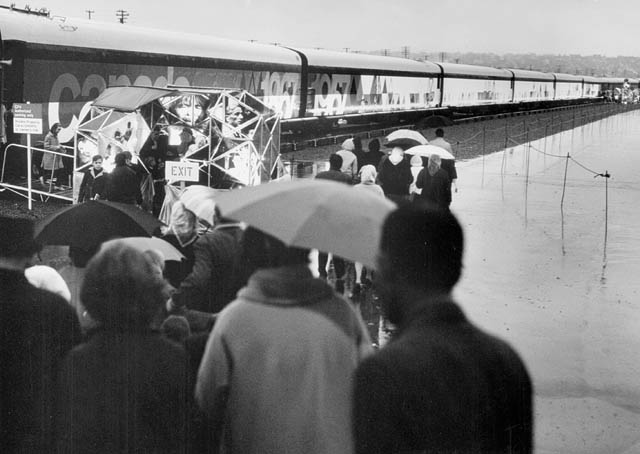
Le Train de la Confederation à Vancouver

Le Train de la Confederation est une initiative lancée en 1967 pour célébrer le centenaire du Canada.
Il est un musée mobile composé de six wagons équipés d'expositions présentant des spectacles son et lumière. Les deux locomotives, empruntées au Canadien National et au Canadien Pacifique, sont renumérotées 1867 et 1967 pour commémorer l'année de la Confédération canadienne et l'année du centenaire. Son sifflet chante les 4 premières notes de l’Ô Canada  à chaque arrivée et départ,,.

## Itinéraire du train
Son itinéraire commence sur la côte ouest du pays, à Victoria, Colombie-Britannique, le 9 janvier 1967, puis se dirige vers l'est jusqu'à atteindre les Maritimes le 26 octobre 1967. Il repasse ensuite par le Québec pour terminer à Montréal le 5 décembre. Le train traverse neuf des dix provinces canadiennes, ne pouvant se rendre à Terre-Neuve-et-Labrador en raison de voies ferrées plus étroites. Il reçoit plus de 2,5 millions de visiteurs dans 63 villes à travers le pays,.

## Caravane du Centenaire
Les semi-remorques Caravane du Centenaire apportent des expositions à 6,5 millions de personnes dans 655 petites communautés que le réseau ferroviaire ne peut pas atteindre.